# بایه-ان-فرانس
بایه-ان-فرانس (به فرانسوی: Baillet-en-France) یک کمون (فرانسه) در فرانسه است که در Seine-et-Oise واقع شده‌است. بایه-ان-فرانس ۷٫۹۱ کیلومتر مربع مساحت دارد.